# Saint-Maclou-la-Brière
Saint-Maclou-la-Brière ist eine französische Gemeinde mit 470 Einwohnern (Stand: 1. Januar 2022) im Département Seine-Maritime in der Region Normandie. Sie gehört zum Arrondissement  Le Havre und zum Kanton Saint-Romain-de-Colbosc (bis 2015: Kanton Goderville).

## Geographie
Saint-Maclou-la-Brière liegt etwa 31 Kilometer nordöstlich von Le Havre in der Landschaft Pays de Caux. Umgeben wird Saint-Maclou-la-Brière von den Nachbargemeinden Bénarville im Norden, Tocqueville-les-Murs im Nordosten, Rouville im Osten und Südosten, Bernières im Süden und Südosten, Vattetot-sous-Beaumont im Süden und Südwesten, Gonfreville-Caillot im Westen sowie Angerville-Bailleul im Nordwesten.

## Bevölkerungsentwicklung
| Jahr                      | 1962 | 1968 | 1975 | 1982 | 1990 | 1999 | 2006 | 2013 |
| Einwohner                 | 330  | 302  | 284  | 368  | 392  | 417  | 478  | 496  |
| Quelle: Cassini und INSEE |      |      |      |      |      |      |      |      |

## Sehenswürdigkeiten
- Kirche Saint-Maclou aus dem 17. Jahrhundert

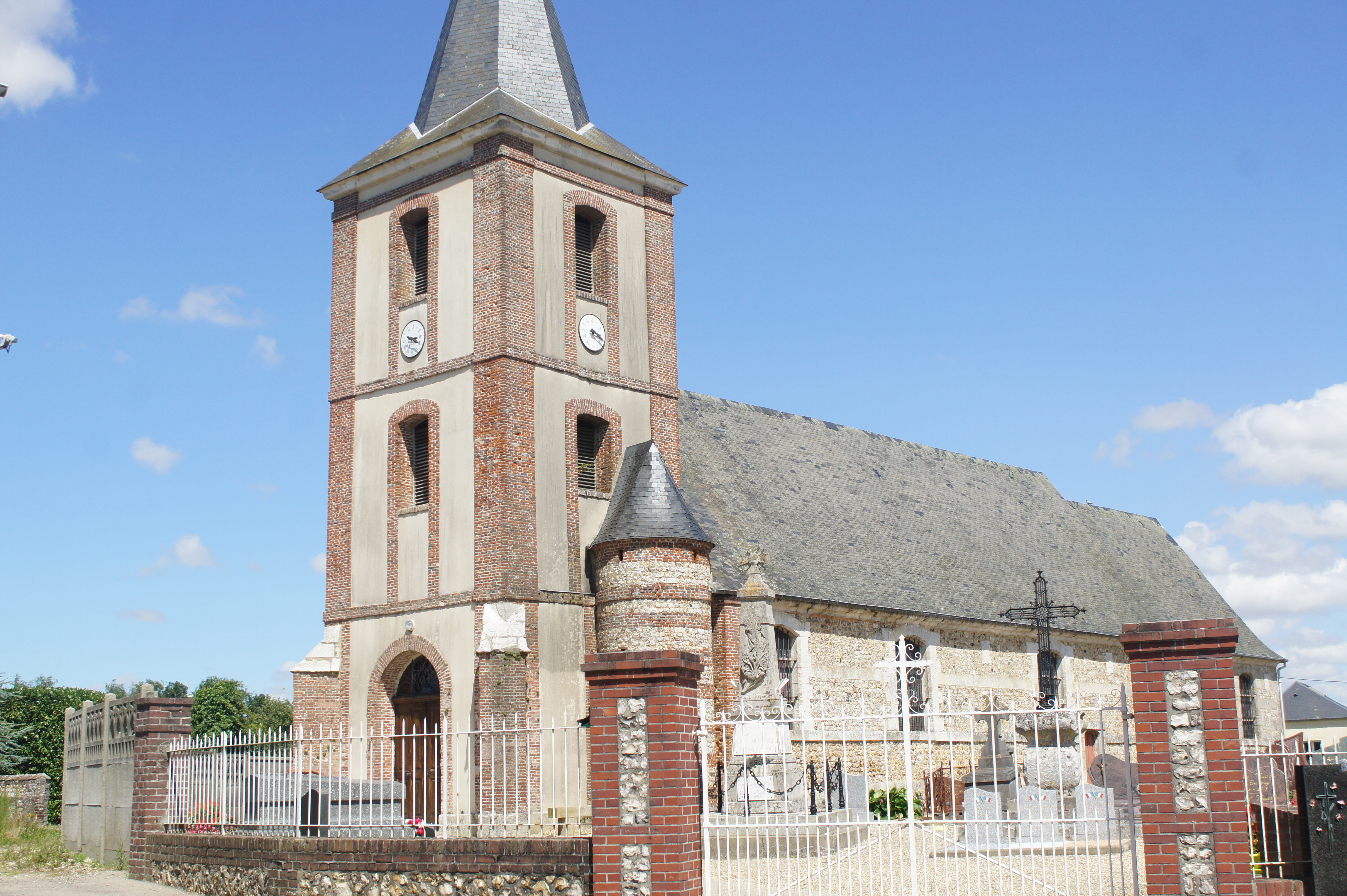
Kirche Saint-Maclou